# Dolmen de la Pierre Blanche
Le dolmen de la Pierre Blanche est un dolmen situé sur la commune de Bessé, en limite des communes de Tusson et Charmé, dans le département de la Charente en France.

## Protection
L'édifice a été classé monument historique par arrêté du 14 février 1930.

## Description
C'est un dolmen de type angoumoisin daté de 4 500 à 4 000 av. J.-C. Le tumulus a disparu. La table de couverture est constituée d'une massive pierre ovale qui mesure 4,50 m de longueur sur près de 4 m de largeur et 1,50 m d'épaisseur. Elle ne repose plus que sur quatre petits blocs, deux orthostates étaient encore visibles à la fin du XIXe siècle.
Le dolmen de la Pierre Blanche est édifié dans l'axe des quatre dolmens de Tusson et de deux autres dolmens ruinés.
Un petit bronze de l'empereur Constantin datant des environs de 330 a été trouvé à proximité du dolmen.

## Galerie

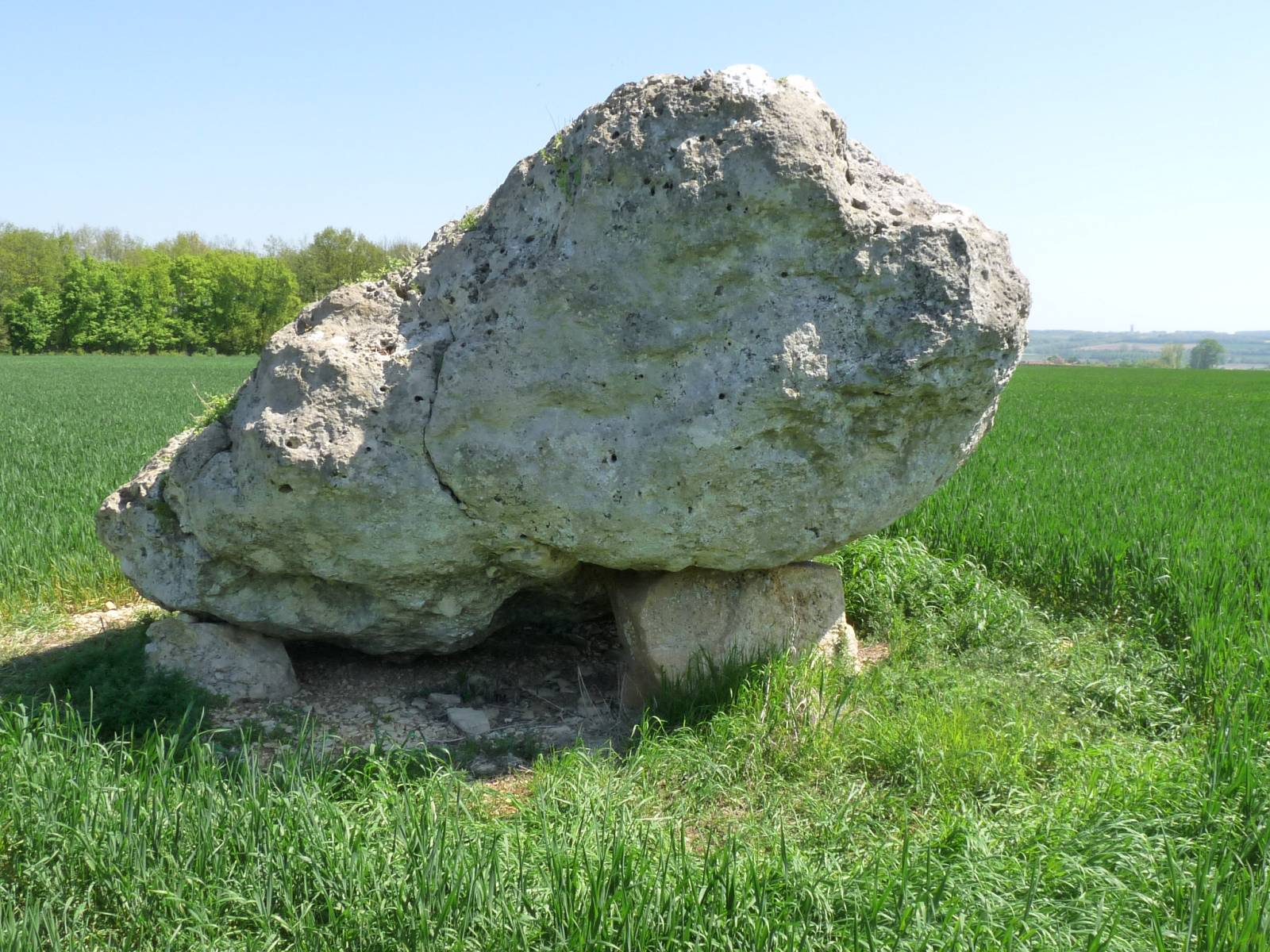
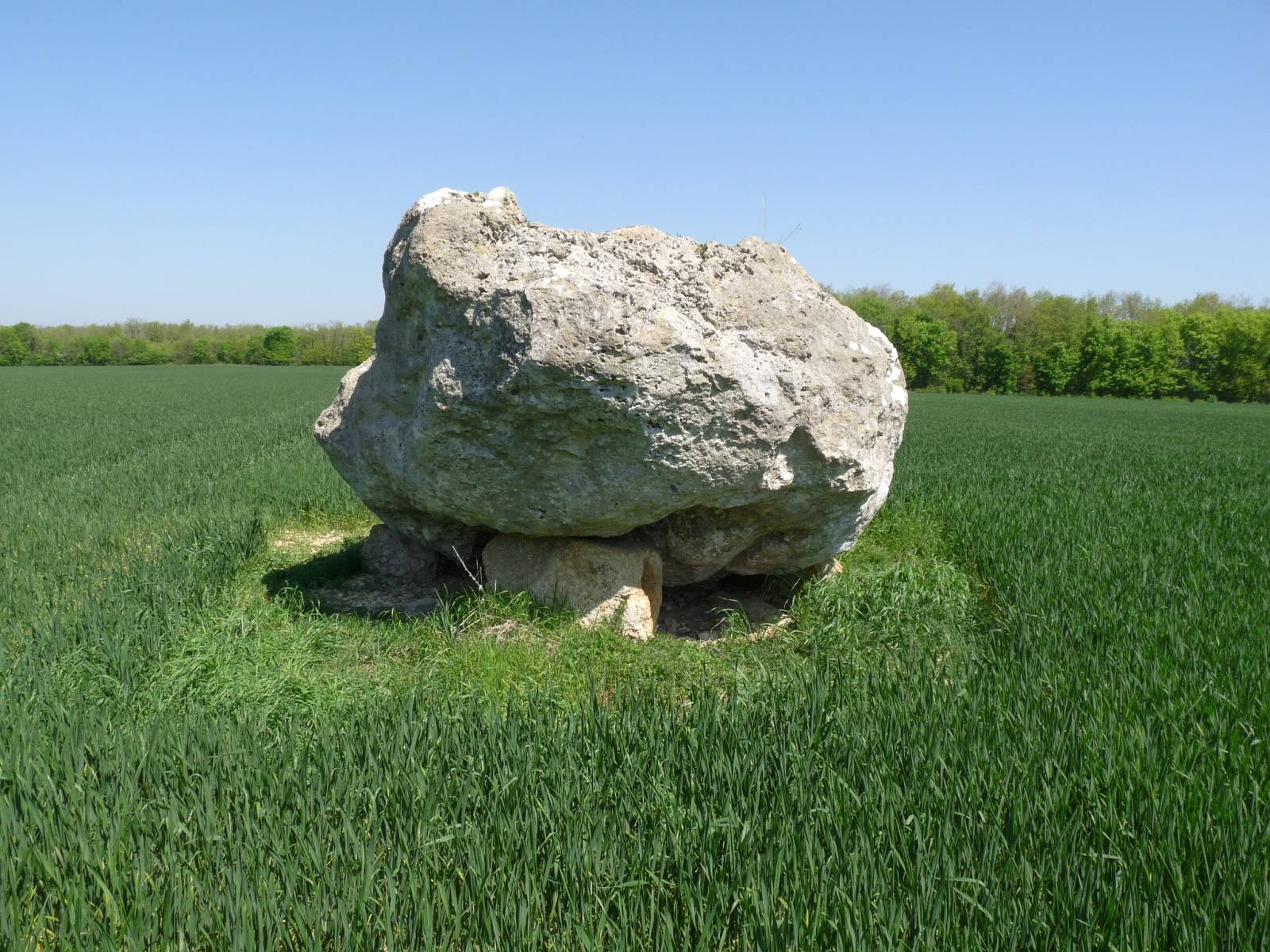
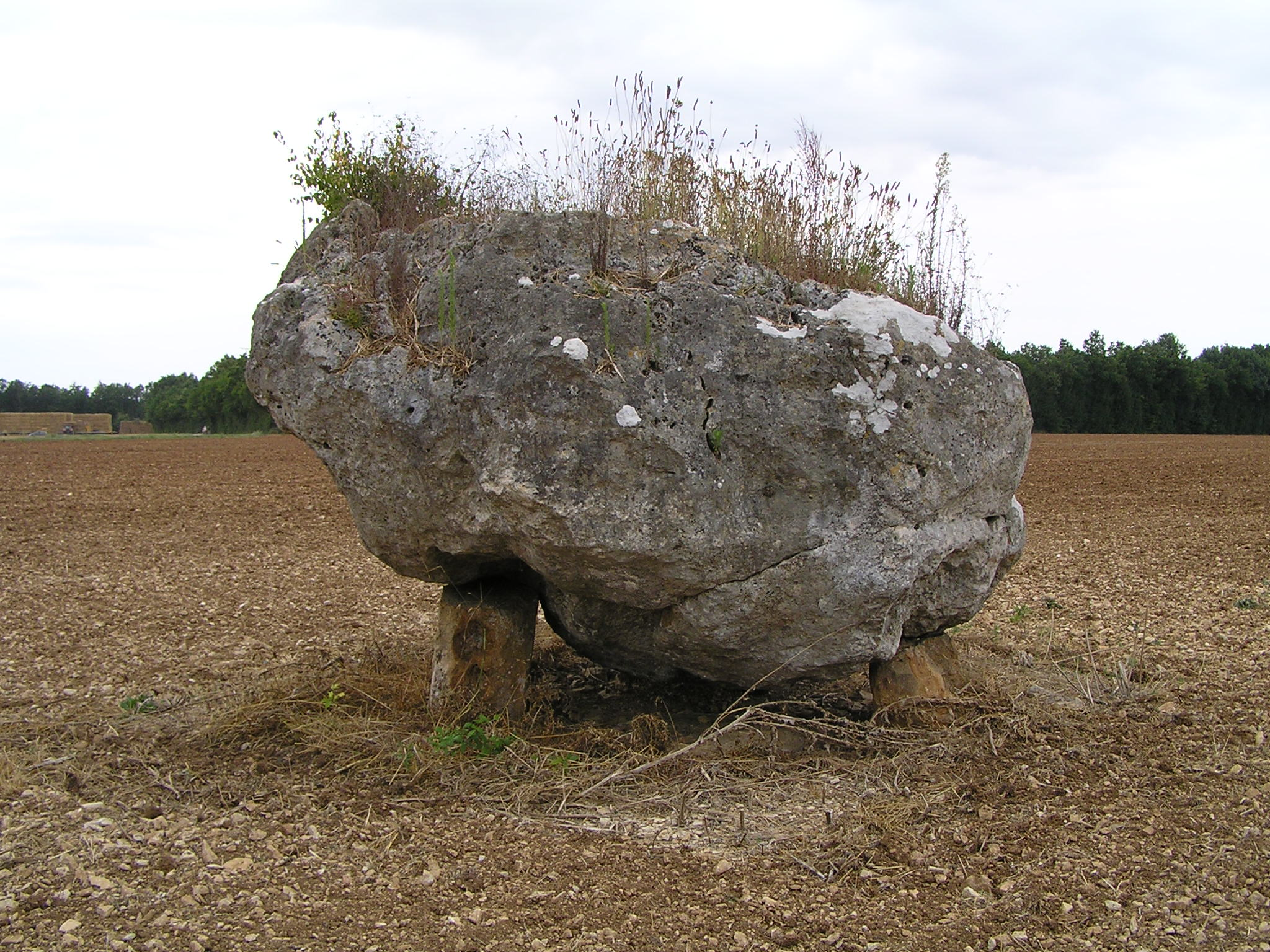
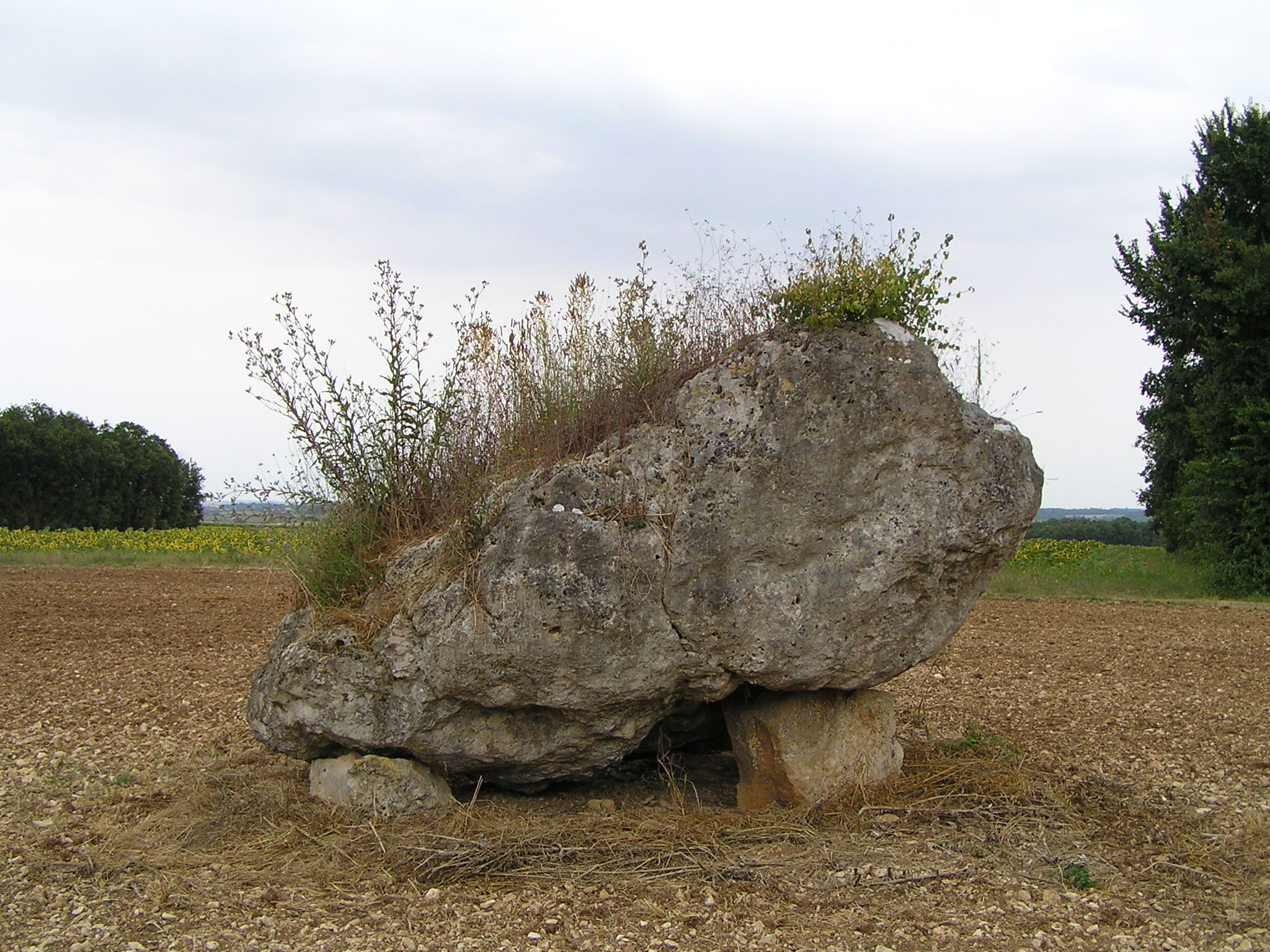

## Folklore
Une légende rapporte que la Sainte Vierge en ouvrant son tablier aurait laissé tomber un gros caillou.